# Caleb Marchbank
Pour les articles homonymes, voir Marchbank.
Caleb Marchbank (né le 7 décembre 1996) est un joueur australien de football australien. Il évolue pour le Carlton Football Club de la Australian Football League (AFL). 
Recruté lors du repêchage de 2014 par le Greater Western Sydney, il fait ses débuts lors d'une défaite au Sydney Showground Stadium contre le North Melbourne Football Club.
En 2017, il est nommé pour AFL Rising Star, mais ne termine pas parmi les 7 premiers joueurs sélectionnés.
Après avoir joué 13 parties en 2019, il souffre d'une blessure au cou qui l'empêche de poursuivre la saison.